# ウーゴ・フェリックス
ウーゴ・フェリックス・セケイラ（Hugo Félix Sequeira, 2004年3月3日 - ）は、ポルトガル・ヴィゼウ出身のサッカー選手。SLベンフィカB所属。ポジションはミッドフィールダー。「ヒューゴ」と表記されることもある。
サッカー選手のジョアン・フェリックスは実兄。

## 生い立ち
ヴィゼウで生まれたフェリックスは、FCポルトでキャリアを積み、2015年にSLベンフィカのサテライトチーム、カーサ・ド・ベンフィカ・ヴィゼウに加入した。

## クラブ経歴
2016年にベンフィカのユースチームに昇格した。
フェリックスは、2020年7月に初めてプロ契約を結んだ。

## 代表経歴
2019年、ポルトガルU-15代表に召集された[要出典]。
2020年、ポルトガルU-16代表に召集された[要出典]。
2021年、ポルトガルU-18代表に召集された[要出典]。
2022年、ポルトガルU-19代表に召集された[要出典]。
2023年、ポルトガルU-20代表に召集された[要出典]。
2023年、ポルトガルU-21代表に召集された[要出典]。

## 個人成績
2024-25シーズン時点
| クラブ      | シーズン | リーグ戦         | リーグ戦 | リーグ戦 | 国内カップ | 国内カップ | 国際大会 | 国際大会 | その他 | その他 | 合計 | 合計 |
| クラブ      | シーズン | ディビジョン     | 出場     | 得点     | 出場       | 得点       | 出場     | 得点     | 出場   | 得点   | 出場 | 得点 |
| ----------- | -------- | ---------------- | -------- | -------- | ---------- | ---------- | -------- | -------- | ------ | ------ | ---- | ---- |
| ベンフィカB | 2021-22  | セグンダ・リーガ | 1        | 0        | -          | -          | -        | -        | -      | -      | 1    | 0    |
| ベンフィカB | 2022-23  | セグンダ・リーガ | 1        | 0        | -          | -          | -        | -        | -      | -      | 1    | 0    |
| ベンフィカB | 2023-24  | セグンダ・リーガ | 27       | 2        | -          | -          | -        | -        | -      | -      | 27   | 0    |
| ベンフィカB | 2024-25  | セグンダ・リーガ |          |          |            |            |          |          |        |        |      |      |

## タイトル
ベンフィカ
- UEFAユースリーグ:2021-22[8]

ポルトガル
- CONCACAF U-15選手権:2019[9][10]
- ネイションズカップ:2019[11]
- UEFA U-19欧州選手権 トーナメント最優秀チーム賞:2023[12]

## 所属クラブ

### ユース経歴
- 2011年-2015年  FCポルト
- 2015年-2016年  CBヴィセウ
- 2016年-2023年  SLベンフィカ

### プロ経歴
- 2022年-  SLベンフィカB

## 代表歴
- 2019年  ポルトガル U-15
- 2019年-2020年  ポルトガル U-16
- 2021年-2022年  ポルトガル U-18
- 2022年-2023年  ポルトガル U-19
- 2023年-2024年  ポルトガル U-20
- 2023年- ポルトガル U-21